# دونگشی، فوجیان
دونگشی، فوجیان (به لاتین: Dongshi) یک شهرک در جمهوری خلق چین است که در جینجیانگ واقع شده‌است.